# Constantí I de Tessàlia
Constantí de Tessàlia o Constantí Ducas o Constantí Àngel, fou governant de Tessàlia, regió que li fou confiada a la mort del seu pare, Joan Àngel-Comnè Ducas.

## Governant de Tessàlia
Constantí fou el segon fill de Joan I de Tessàlia i de la seva esposa i va heretar els dominis del seu pare —Tessàlia, amb capital a Tessalònica, més el Ducat de Neopàtria— perquè el fill gran Miquel estava empresonat a Constantinoble. Quan el pare va morir el 1289 la seva mare va entrar a un monestir i va prendre el nom Hypomone ("Paciència"), però abans va negociar amb l'emperador romà d'Orient, del qual Tessàlia era un estat vassall i, a canvi de reconèixer la sobirania de l'emperador, aquest li va donar el títol de sebastocràtor, el mateix que havia portat el seu pare. El seu germà menor, Teodor Àngel, fou nomenat cogovernant de Tessàlia fins a la seva mort, vora el 1299.
Constantí va continuar la guerra que havia mantingut el seu pare contra el Despotat de l'Epir i els seus aliats angevins, ja que Anna Cantacuzena i el seu marit Nicèfor I Àngel havien estat els causants de l'empresonament de Miquel, el germà de Constantí. Amb la campanya del 1295 Felip I de Tàrent, fill de Carles I d'Anjou, va ocupar la fortalesa anomenada Angelocastro que el seu sogre, Nicèfor I Àngel, li havia donat en el dot de la seva filla Tamara. Quan el 1296 es va signar una treva, bona part del territori ocupat va tornar a Constantí I de Tessàlia. El 1301 es van renovar les hostilitats i Felip de Tàrent va recuperar Angelocastro. No hi ha més dades sobre el govern de Constantí, el qual va morir el 1303.

## Matrimoni i descendència
Es desconeix l'origen de la seva esposa i la data del casament; l'historiador Karl Hopf ha deduït que s'anomenava Anna Evagionissa i que li va sobreviure, ja que va morir el 1317. La parella va tenir almenys un fill, conegut com a Joan II Àngel o Joan II Ducas, que el va succeir com a governant de Tessàlia.